# Llech Idris
Llech Idris ist ein etwa 3,1 m hoher, 1,5 m breiter und 0,3 m dicker quaderartiger, jedoch oben einseitig spitzer Menhir (englisch Standing stone), der nahe dem Fluss Gain östlich von Bronaber bei Trawsfynydd im Snowdonia National Park in Gwynedd in Wales steht.
Der Name geht auf einen legendären walisischen Helden zurück, in dessen Geschichten ein magischer Berg vorkommt. Der Legende nach saß Idris auf seinem Stuhl auf dem Gipfel des Cader Idris und warf den Stein in seine jetzige Position. Wer in dem Stuhl schläft, erwacht entweder als Barde oder als Verrückter. Idris soll ein Held gewesen sein, der mit König Arthur verbunden war und um 630 n. Chr. im Kampf gegen die Sachsen getötet wurde.
Etwa 300 m entfernt steht der frühchristliche Grabstein Bedd Porus. In der Nähe liegt auch der Steinkreisrest Pen-y-stryd.